# باناجيوتيس ريتسوس
باناجيوتيس ريتسوس (باليونانية: Παναγιώτης Ρέτσος)‏ (9 أغسطس 1998 اليونان - ) هو لاعب كرة قدم يوناني، يلعب كمدافع.

## روابط خارجية
- باناجيوتيس ريتسوس على موقع الاتحاد الأوربي (الإنجليزية)
- باناجيوتيس ريتسوس على موقع إي إس بي إن إف سي (الإنجليزية)
- باناجيوتيس ريتسوس على موقع قاعدة بيانات كرة القدم.إي يو (الإنجليزية)
- باناجيوتيس ريتسوس على موقع ليكيب (الفرنسية)
- باناجيوتيس ريتسوس على موقع ناشيونال فوتبول تيمز (الإنجليزية)
- باناجيوتيس ريتسوس على موقع Soccerway.com (الإنجليزية)
- باناجيوتيس ريتسوس على موقع عالم كرة القدم.نت (الإنجليزية)
- باناجيوتيس ريتسوس على موقع AS.com (الإسبانية)